# Solarino

Solarino es un localidad italiana de 7.365 habitantes de la provincia de Siracusa, en Sicilia.

## Evolución demográfica
| Gráfica de evolución demográfica de Solarino entre 1861 y 2008 |
|                                                                |
| Fuente ISTAT - elaboración gráfica de Wikipedia                |

## Ciudades hermanadas
- New Britain (Connecticut, Estados Unidos de América)
- Brunswick (Victoria, Australia)

## Galería fotográfica

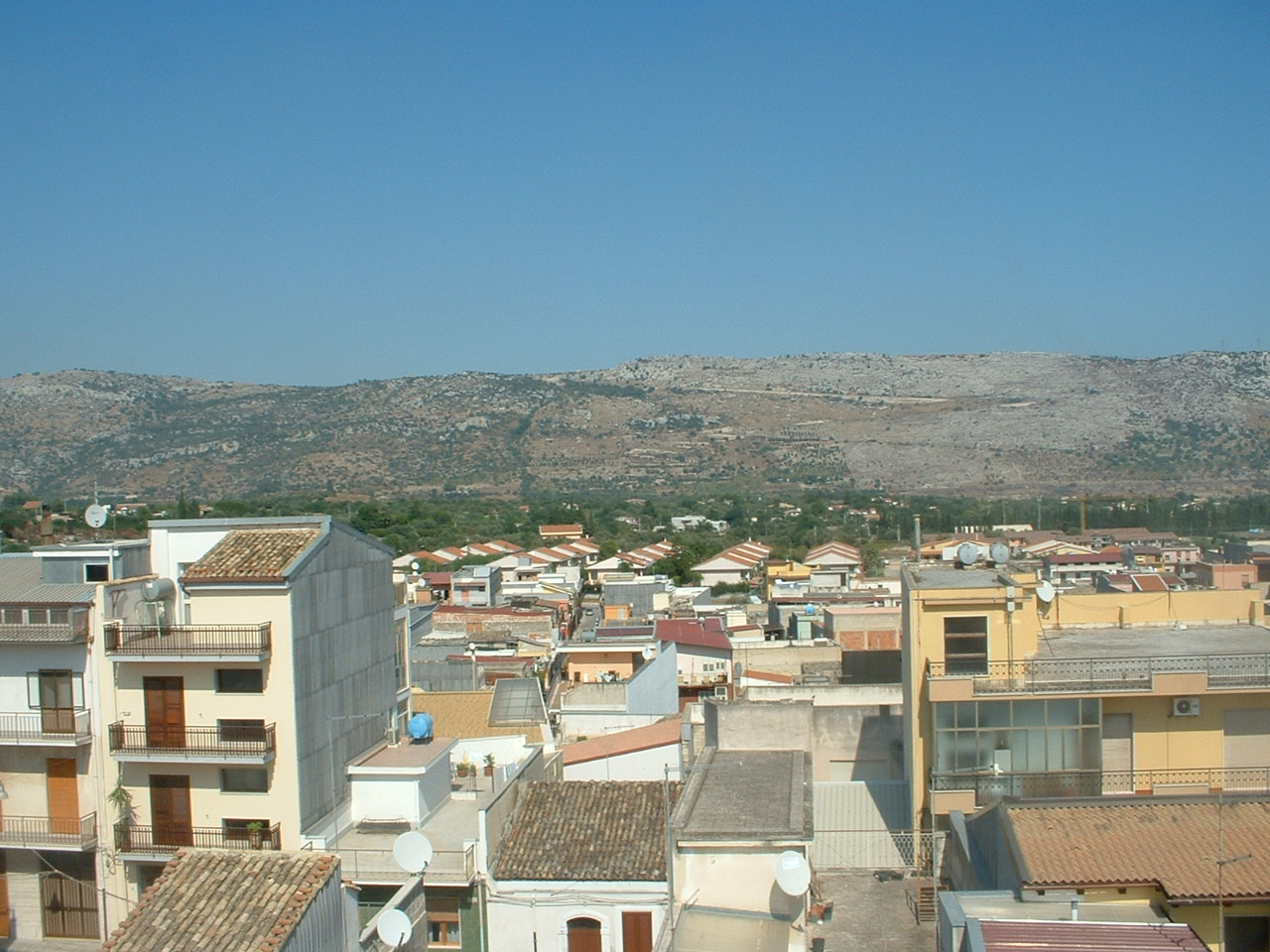
Panorama.
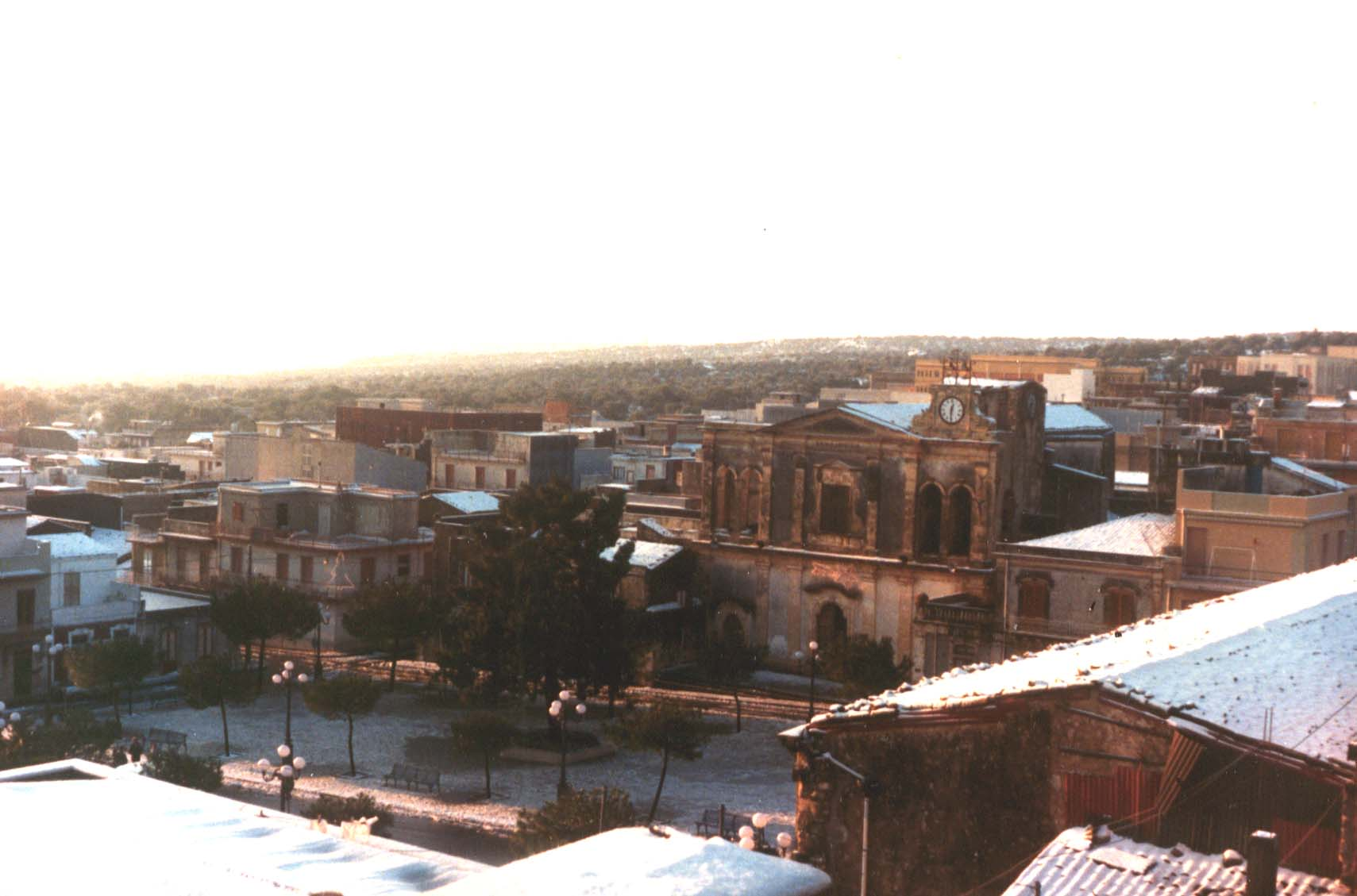
Plaza del Plebiscito nevada.
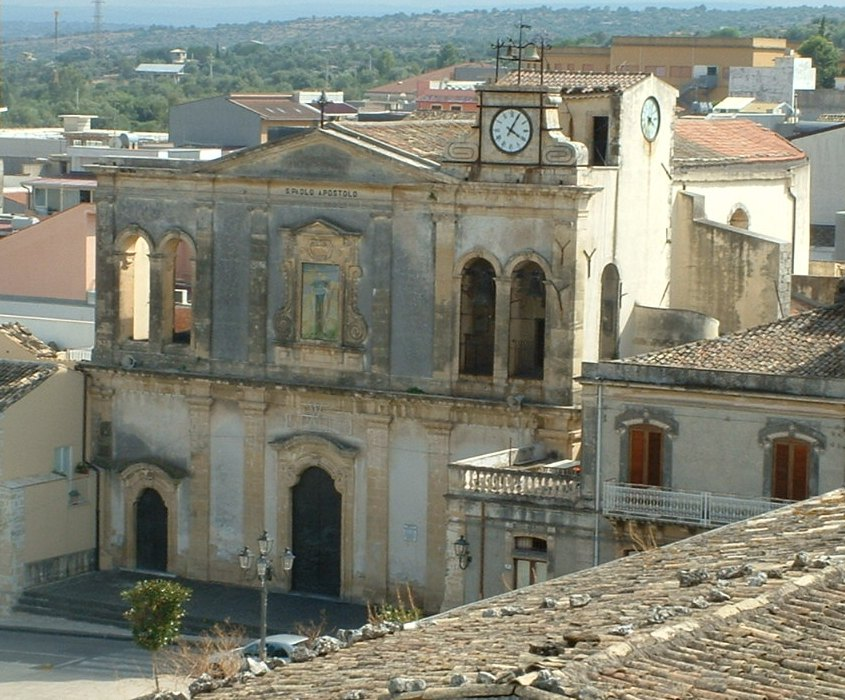
Iglesia de San Pablo.
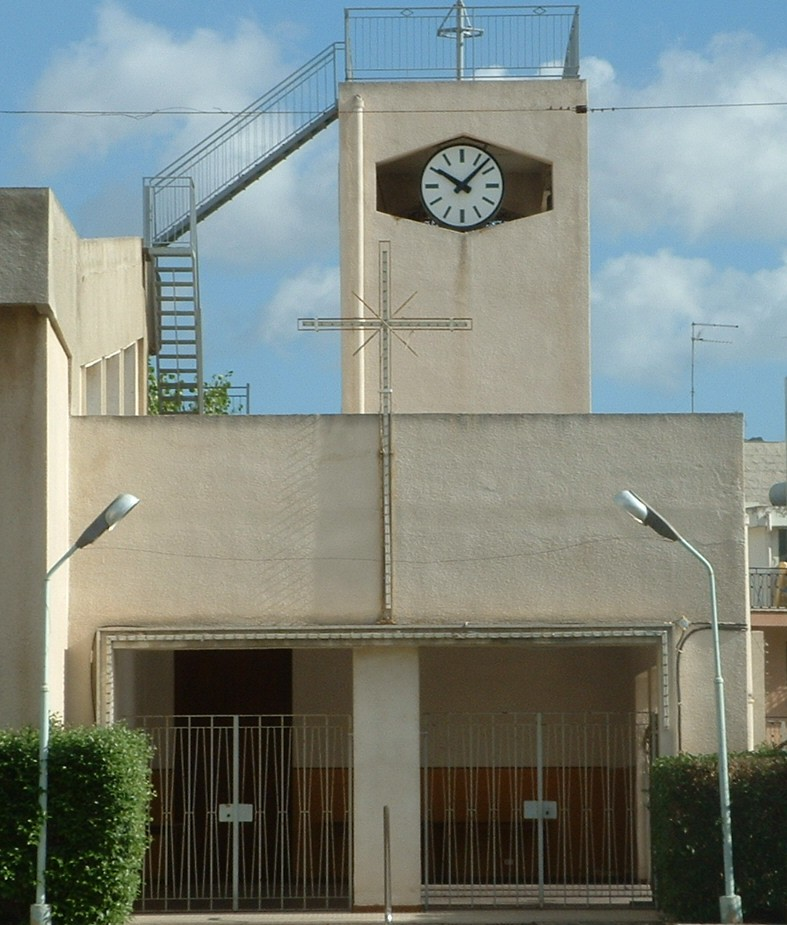
Iglesia "Madonna delle Lacrime".